# كبينة الهاتف (فلم)
كبينة الهاتف (بالإنجليزية: Phone Booth) هو فيلم أكشن وإثارة نفسية أمريكي صدر عام 2002 من إنتاج ديفيد زاكر وجيل نيتر، وكتبه لاري كوهن وأخرجه جويل شوماخر، وهو من بطولة كولين فاريل وفورست ويتكر ورادها ميتشيل وكيتي هولمز وكيفر سثرلاند، يحكي الفيلم قصة مروج ومسؤول علاقات عامة في مجال الترفيه يعمل في مانهاتن بمدينة نيويورك يُفاجأ باتصال غريب على هاتف عمومي كان يستخدمه من طرف قناص يتلاعب به. استغرق إنتاج الفيلم أقل من أسبوعين وكلف حوالي 13 مليون دولار وبلغت إيراداته قرابة 100 مليون دولار.

## قصة الفيلم
ستو شيبارد (كولين فاريل) هو رجل دعاية ذكي وناجح جدا في مدينة نيويورك، يستطيع تخطي أي مأزق بكلامه المعسول وشخصيته الساحرة وعلاقاته المتشعبة.
يتفق ستو مع عشيقته (كيتي هولمز) التي يخون زوجته (رادها ميتشيل) معها على الإتصال به على كابينة تليفون عمومية، لكنه يرفع السماعة ليجد على الجانب الآخر قاتل محترف مشوش ذهنيا (كيفر سثرلاند) يصوب سلاحه إلى الكابينة.
يدرك ستو أنه لا يتعرض لمزحة عندما يبدأ المجنون في إطلاق رصاصه على كابينة الهاتف، ويجد نفسه متورطا في لعبة ذهنية خطيرة مليئة بالدهاء والفساد.
تصل شرطة نيويورك بقيادة الكابتن (فورست ويتكر) إلى الكابينة وتطلب من ستو الخروج منها، لكنه يخبرهم إنه لا يستطيع ذلك لأنه سيموت إذا أغلق الهاتف أو غادر الكابينة.

## طاقم التمثيل
- كولين فاريل
- كيفر سثرلاند
- فورست ويتكر
- رادها ميتشيل
- كيتي هولمز
- توري كيتلز
- بولا جاي باركر

## عوامل ساهمت في تأخير الفيلم
صادفت فيلم (Phone Booth) بعض المصاعب إبان المساعي لتقديمه للشاشة الكبيرة، في البداية، بحث أصحاب الفيلم على نجم كبير يصلح لدور البطولة في الفيلم وتم ترشيح ويل سميث وجيم كاري، في نهاية المطاف.سقط فيلمنا في حجر جويل شوماخر عام 2000، و(بعد أن خرج جيم كاري وسميث)، قام بإدراج ممثل جديد وهو فاريل الذي عمل معه المخرج منذ مدة قريبة في فيلم Tigerland. وكان باستطاعة شركة فوكس أخيرا أن تعلن شهر نوفمبر 2002 موعدا لعرض الفيلم، ولكن برزت الأحداث المرعبة على أرض الواقع في أكتوبر عندما قام قناصان اثنان في واشنطن بقتل العديد من الناس عشوائيا وقرر الأستوديو على أثر ذلك أن يؤجل عرض الفيلم بسبب تلك الظروف الحساسة.

## الاستقبال النقدي
تلفى الفيلم مراجعات فوق المتوسطة من النقاد حيث حصل على 71% على موقع الطماطم الفاسد بناء على 188 مراجعة, فيما حصل على متوسط 56% في موقع ميتاكريتيك بناء 35 صوت بتقييم عالي وصل 8,7\10 بناء على رأي 374 مقيم

## الميزانية والإيرادات
لم تتخطى ميزانية الفيلم 13 مليون دولار، فيما بلغت إيراداته أكثر من 97 مليون دولار 

## وصلات خارجية
- مقالات تستعمل روابط فنية بلا صلة مع ويكي بيانات